# Mongolistyka
Mongolistyka – dziedzina nauki zajmująca się językiem, kulturą, historią, literaturą i wszystkim innym, co dotyczy Mongolii. W wąskim znaczeniu mongolistyka jest synonimem filologii mongolskiej.
Jako profesjonalna dziedzina nauki rozwinęła się w I połowie XIX wieku. Za ojca polskiej i światowej mongolistyki uznaje się Józefa Kowalewskiego, pierwszego profesora filologii mongolskiej na uniwersytecie w Kazaniu, autora m.in. gramatyki (1835) i 3-tomowego słownika mongolsko-rosyjsko-francuskiego (1844–1849).